# Superintendentura Wągrowiec Ewangelickiego Kościoła Unijnego
Superintendentura Wągrowiec Ewangelickiego Kościoła Unijnego – jednostka organizacyjna Ewangelickiego Kościoła Unijnego w Polsce istniejąca w okresie II Rzeczypospolitej i obejmująca grupę gmin kościelnych (zborów) czyli parafii tego Kościoła, skupionych wokół miasta Wągrowiec. Funkcję superintendenta pełnił pastor Richard Hildt.

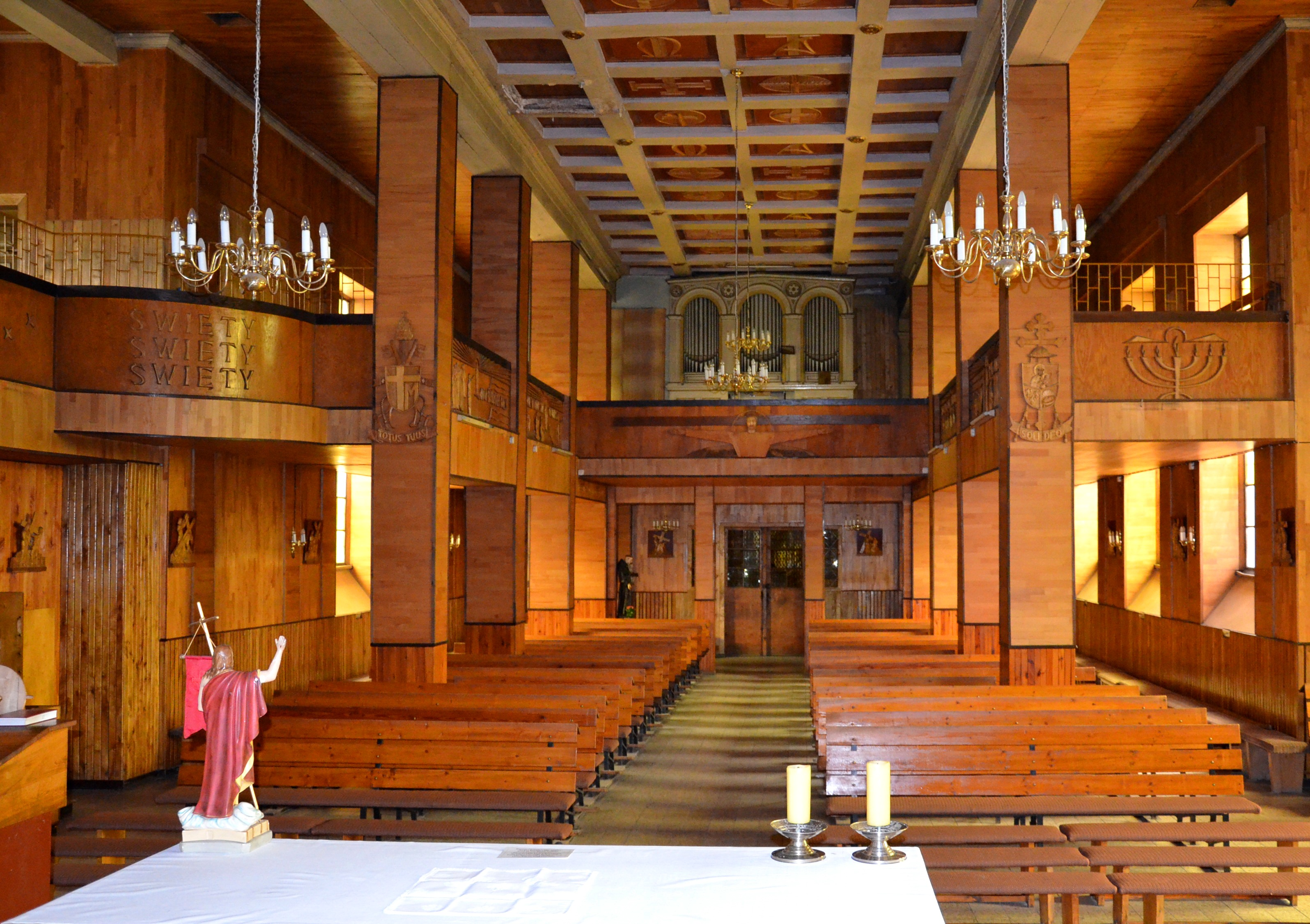
Wnętrze dawnego kościoła ewangelickiego w Wągrowcu, obecnie katolickiego kościoła św. Piotra i Pawła

## Dane statystyczne
| Parafia                         | Liczba wiernych (1937) |
| ------------------------------- | ---------------------- |
| Barcin pow. Szubin              | 1400                   |
| Kcynia pow. Szubin              | 1400                   |
| Gołańcz pow. Wągrowiec          | 710                    |
| Jabłówko pow. Szubin            | 610                    |
| Zrazim pow. Żnin                | 950                    |
| Podlaski Wysokie pow. Wągrowiec | 770                    |
| Łękno pow. Wągrowiec            | 850                    |
| Dziewierzewo pow. Żnin          | 700                    |
| Margonin pow. Chodzież          | 1100                   |
| Mirkowice pow. Wągrowiec        | 640                    |
| Sipiory pow. Szubin             | 806                    |
| Kowalewko pow. Szubin           | 872                    |
| Wągrowiec                       | 1500                   |
| Ciężkowo pow. Szubin            | 850                    |
| Żnin                            | 480                    |